# Xavier Tornafoch i Yuste
Xavier Tornafoch i Yuste (Gironella, Berguedà, 18 de febrer de 1965) és Doctor en Història, professor, educador i activista polític i social. De ben jove es trasllada a Vic on ha desenvolupat la seva carrera professional i com a escriptor.
És autor de diversos assajos de temàtica històrica, principalment de l'àmbit del Berguedà i d'Osona. Ha publicat treballs d'història política, història de l'educació i biografies en diverses publicacions d'àmbit internacional, nacional i local com History of Education and Children's Literature, Revista de Historia Actual, Historia Actual On Line, L'Avenç, Ausa, Dovella, L'Erol o El Vilatà. Es va doctorar a la Universitat Autònoma de Barcelona el 2003 amb una tesi dirigida pel doctor Jordi Figuerola: Política, eleccions i caciquisme a Vic (1900-1931). D'altra banda ha publicat també altres llibres de narrativa, entre ells alguna novel·la i d'altres que són un recull de contes per a públic adult.
En la vessant política ha militat a ICV del 1989 fins al 2019, essent membre del Consell Nacional d'aquesta formació durant nou anys (2004-2013), i ha estat regidor a l'Ajuntament de Vic des del 2003 al 2015. Entre el 2004 i el 2007 va formar part del Consell Comarcal d'Osona, on s'encarregà de l'àrea de serveis socials i formació continuada. El 2003, el 2007 i el 2011, Xavier Tornafoch va ser el cap de llista de la candidatura d'ICV-EUiA a les eleccions municipals a l'Ajuntament de Vic.

## Obres

### Ficció
- Lletres d'exili: dietari d'un cavaller càtar. Lleida: Pagès, 1998.

- L'Olor de les acàcies. Lleida. Pagès, 1999.
- Em dic Vargas i altres històries. Vic: Emboscall, 2001.
- Càndida. [versió on line, recuperable des de joescric.com]. 2005.
- Promesa de llibertat. Lleida: Pagès, 2013.
- Arquitectura de veus. Vic: Emboscall, 2014.
- Oristà. Barcelona-Tordera: Emboscall, 2015
- Les llàgrimes de Paul Klee, [versió Kindle]. 2016.
- Relats des del món d'avui. Barcelona-Tordera: Emboscall, 2016.

### Assaig i investigació
- Premsa comarcal i república: Catalunya, 1931-1936. Gironella : Associació Cultural El Vilatà del Berguedà, 1995
- El Catalanisme republicà a la ciutat de Vic (1930-1936). Barcelona : Abadia de Montserrat, 1998
- Francesc Maria Masferrer: política i ciutadania (1889-1954). Barcelona : Abadia de Montserrat, 2000
- Catalanisme, carlisme i republicanisme a Vic: 1899-1909: modernització política i lluites socials. Barcelona : Abadia de Montserrat, 2002
- Del caciquisme a la democràcia: política i eleccions a Vic 1900-1931). Vic: Eumo, 2007
- Història de la Guàrdia Urbana de Vic. Cent cinquanta anys de policia local. Vic: Ajuntament de Vic, 2017.
- El primer franquisme a Vic (1939-1949). Barcelona: Publicacions de l'Abadia de Montserrat, 2018.

### Testimonis
- Cròniques berguedanes: guia sentimental i personal d'una comarca interior. Gironella : Associació Cultural El Vilatà del Berguedà, 1997
- Política per a hipopòtams: dotze anys a l'Ajuntament de Vic (2003-2015). Maçanet de la Selva: Gregal, 2016